# Napothera macrodactyla
La ratina grande (Napothera macrodactyla) es una especie de ave paseriforme de la familia Pellorneidae propia del sudeste asiático.

## Distribución y hábitat
Se encuentra en la península malaya, y las islas de Sumatra y Java. Sus hábitats naturales son los bosques tropicales húmedos de baja altitud.
Está amenazada por pérdida de hábitat.